# The Walking Dead (Fernsehserie)/Staffel 7
Die Erstausstrahlung der siebten Staffel der US-amerikanischen Fernsehserie The Walking Dead war zwischen dem 23. Oktober 2016 und 2. April 2017 beim US-amerikanischen Kabelsender AMC zu sehen. Die deutschsprachige Erstausstrahlung sendete der Pay-TV-Sender FOX zwischen dem 24. Oktober 2016 und 3. April 2017. Zusätzlich sendete FOX die erste Folge im englischsprachigen Originalton am 24. Oktober bereits um 4 Uhr.

## Besetzung
Diese Staffel hat 20 Hauptdarsteller. Wegen ihrer Charaktertode in der vorherige Staffel, werden Tovah Feldshuh und Alexandra Breckenridge nicht mehr gelistet. Jeffrey Dean Morgan wird zu Beginn der Staffel im Intro aufgeführt. Steven Yeun und Michael Cudlitz werden nur in der ersten Episode im Intro aufgeführt. Ab Folge 2 werden sie nicht mehr gelistet, aber dafür wurden Alanna Masterson, Josh McDermitt und Christian Serratos hinzugefügt. Ab Seth Gilliam werden alle nachfolgenden Hauptdarsteller unter „Also Starring“ gelistet.

### Hauptdarsteller
- Andrew Lincoln als Rick Grimes
- Norman Reedus als Daryl Dixon
- Steven Yeun als Glenn Rhee
- Lauren Cohan als Maggie Rhee
- Chandler Riggs als Carl Grimes
- Danai Gurira als Michonne
- Melissa McBride als Carol Peletier
- Michael Cudlitz als Abraham Ford
- Lennie James als Morgan Jones
- Sonequa Martin-Green als Sasha Williams
- Alanna Masterson als Tara Chambler
- Josh McDermitt als Eugene Porter
- Christian Serratos als Rosita Espinosa
- Jeffrey Dean Morgan als Negan Smith
- Seth Gilliam als Gabriel Stokes
- Ross Marquand als Aaron
- Austin Nichols als Spencer Monroe
- Austin Amelio als Dwight
- Tom Payne als  Paul „Jesus“ Rovia
- Xander Berkeley als Gregory

### Nebenbesetzung
- Khary Payton als Ezekiel
- Katelyn Nacon als Enid
- Corey Hawkins als Heath
- Christine Evangelista als Sherry
- Steven Ogg als Simon
- Karl Makinen als Richard
- Ann Mahoney als Olivia
- Logan Miller als Benjamin
- Deborah May als Natania
- Sydney Park als Cydnie
- Mimi Kirkland als Rachel
- Briana Venskus als Beatrice
- Pollyanna McIntosh als Jadis
- Thomas Francis Murphy als Brion
- Jason Douglas als Tobin
- Kernig Green als Scott
- Jordan Woods-Robinson als Eric Raleigh
- Cooper Andrews als Jerry
- Macsen Lintz als Henry
- Lindsley Register als Laura
- Jayson Warner Smith als Gavin
- Joshua Mikel als Jared
- Elizabeth Ludlow als Arat
- Chloe Aktas als Tanya
- Elyse Dufour als Frankie
- Kerry Cahill als Dianne

## Handlung
Nachdem Negan Rick, Carl, Glenn, Maggie, Daryl, Rosita, Abraham, Eugene, Sasha, Michonne und Aaron im Wald gefangen genommen hat, tötet er zunächst Abraham und danach Glenn mit seinem Baseballschläger „Lucille“. Negan fordert von Ricks Gruppe, ihn und seine Leute ab sofort mit allem zu versorgen, was sie finden. Sie ziehen sich zurück und nehmen dabei noch Daryl als Druckmittel mit. Rick und die verbleibende Gruppe machen sich wieder auf den Weg nach Hilltop, um Maggie untersuchen zu lassen.
Morgan und Carol befinden sich derweil in einer weiteren friedlichen Gemeinschaft, dem sogenannten „Königreich“, das von Ezekiel angeführt wird. Dort wird Carol medizinisch versorgt und erholt sich von ihren Verletzungen, die ihr von Negans Männern am Ende der letzten Staffel zugefügt worden waren. König Ezekiel weiht Morgan in das geheime Abkommen zwischen dem Königreich und den Saviors ein, diesen wöchentlich frische Nahrung zu liefern und dafür in Frieden leben zu können. Morgan bringt dem verwaisten Teenager Benjamin Aikido bei, nachdem Ezekiel ihn darum gebeten hat, und beginnt, sich in der Gemeinde einzuleben. Carol empfindet das Königreich und Ezekiel in der Rolle als dessen König jedoch als einen großen Witz und will die Gemeinde verlassen. Ezekiel, der ehemals Zoowärter war und zu Beginn der Apokalypse den Zootiger Shiva rettete und weiterhin als Haustier hält, kann sie jedoch dazu überreden, in einem Haus am Rande des Königreichs unterzukommen. Ezekiel besucht sie regelmäßig, obwohl sie mehrfach deutlich zum Ausdruck bringt, alleingelassen werden zu wollen.
Das traumatische Erlebnis im Wald spaltet die Gruppe um Rick nicht nur physisch. Einige Mitglieder entfernen sich emotional voneinander, da eine allgemeine Uneinigkeit darüber herrscht, wie sich die Gruppe fortan verhalten soll: Während einige gegen die Knechtschaft durch die Saviors ankämpfen wollen, ist Rick dazu geneigt, die Situation vorerst so zu akzeptieren, um den Verlust weiterer Freunde zu vermeiden. Als Negan seinen ersten Tribut in Alexandria einfordert, erleichtert er die Gruppe um alle ihre Schusswaffen, was ihnen die Entscheidung, ob sie kämpfen wollen oder nicht, sowieso abnimmt und bei vielen das Gefühl der Machtlosigkeit und des Ausgeliefertseins noch verstärkt. Rick muss sich zudem weitere Demütigungen durch Negan gefallen lassen. Daneben werden die unterschiedlich verlaufenden Bewältigungsprozesse der Tode von Glenn und Abraham bei einzelnen Figuren veranschaulicht. Insbesondere Rick, der seine Gruppe bis dahin für geradezu unantastbar hielt, hat schwer mit der Erkenntnis zu kämpfen, dass keiner von ihnen unsterblich ist und er nicht alle retten kann. In einem Gespräch mit Michonne teilt er ihr mit, dass sie bereit sein müssen, zugunsten eines höheren Ziels – dem Wiederaufbau der Zivilisation und damit eines wieder lebenswerten Lebens –, im schlimmsten Fall einander zu verlieren und trotzdem weiterzukämpfen, solange sie können. Aus diesem Grund fasst Rick schließlich den Plan, Waffen wiederzubeschaffen und Verbündete im Kampf gegen die Saviors zu finden. Er lernt auf der Suche nach Verbündeten unter anderen eine größere Gruppe Überlebender kennen, welche auf einem riesigen Schrottplatz lebt und eigenartige Umgangsformen pflegt. Trotzdem lässt er sich mit deren Anführerin Jadis auf einen Deal ein: Rick stattet die Gruppe mit Waffen aus und überlässt ihnen den Großteil der Besitztümer der Saviors, sobald diese bezwungen sind, und dafür kämpft Jadis mit ihren Leuten auf Ricks Seite.
Daryl wird unterdessen von Negan in einer Zelle gefangen gehalten und gedemütigt. Durch wenig Nahrung, die er von Dwight bekommt, sowie ständige Musik und Schlafentzug, soll sein Widerstand gegenüber Negan und den Saviors gebrochen werden. Negan bietet Daryl drei Möglichkeiten: Loyal an seiner Seite wie Dwight, Bauer im Sklavenstatus oder als Untoter in dem Schutzwall; nach Alexandria will er ihn nicht zurückgehen lassen. Trotz aller Strapazen lässt sich Daryl nicht brechen, was Negan trotz seiner Verärgerung stark imponiert und zu grausameren Methoden motiviert.
Während seiner Gefangenschaft wird Daryl von Dwight betreut. Dem Zuschauer erschließt sich im Verlauf Dwights Hintergrundgeschichte und Treue zu Negan, obwohl sie ihm sichtlich zuwider geht: Als Daryl das erste Mal auf ihn traf, hatte dieser Medikamente von Negan gestohlen und war zusammen mit seiner Frau Sherry und deren Schwester Tina geflüchtet. Nachdem Tina gestorben war, bestahlen die beiden Daryl und kehrten zu Negan zurück. Dwight entschuldigte sich bei diesem, der seine Entschuldigung jedoch nur unter der Bedingung annahm, dass Sherry ab sofort ihm gehöre. Zur Strafe für die gestohlenen Medikamente und für die Flucht entstellte Negan Dwights linke Gesichtshälfte mit einem glühenden Bügeleisen. Als eine von Negans Ehefrauen hat Sherry ein scheinbar sorgenfreies Leben an der Spitze der Hierarchiekette der Saviors, muss jedoch – wie die anderen Frauen Negans – ihm stets für sexuelle Gefälligkeiten zur Verfügung stehen. Mit Dwight darf sie höchstens noch sprechen. Aus Angst um das Wohlergehen des jeweils anderen, wagen Sherry und Dwight es nicht, sich Negan auf welche Art auch immer zu widersetzen. Als Sherry davon erfährt, dass Dwight einen entlaufenen Savior tötete, wendet sie sich von ihm ab, verhilft später Daryl zu einer erfolgreichen Flucht und flieht selbst aus Negans Basis. Dwight folgt ihr zu einem ehemals für diesen Fall verabredeten Treffpunkt (ihr altes gemeinsames Haus), findet allerdings nur eine Notiz von Sherry, in der sie ihm verkündet, kein Vertrauen mehr in ihn zu haben und sich allein durchschlagen zu wollen.
Maggie und Sasha halten sich zusammen in Hilltop auf, wo Maggie nach einer ernstzunehmenden Schwangerschaftskomplikation unter ständiger ärztlicher Beobachtung steht. Beide Frauen betrauern den Verlust von Abraham und Glenn, die innerhalb von Hilltop beerdigt wurden. Sie freunden sich mit Jesus an und retten die Gemeinde bei einem nächtlichen Überfall, der von den Saviors zur Strafe initiiert wurde. Enid schließt sich Maggie und Sasha in Hilltop an. Maggie läuft dem Anführer der Hilltop-Gemeinde Gregory allmählich den Rang ab, weshalb dieser offenbar zu Negans Basis aufbricht, um ihm von Ricks Kriegsplänen und vom Überleben der von Negan totgeglaubten Maggie (er hatte ein Auge auf sie geworfen) zu berichten. Maggie beginnt, die Bewohner von Hilltop für den Kampf gegen Negan zu rekrutieren und gemeinsam mit Sasha und Enid an Waffen auszubilden.
Tara wird bei ihrer zweiwöchigen Besorgungstour von Heath getrennt und trifft auf eine neue Gruppe, die Oceans, die nur aus sehr gut kämpferisch ausgebildeten Frauen besteht. Die Gruppe zeigt sich bereit, Tara bei sich aufzunehmen, bis sie von der Konfrontation von Taras Gruppe mit den Saviors erfährt. Die Oceans wurden einst Opfer der Saviors, indem alle Männer älter als 10 Jahre brutal ermordet wurden, da die Gemeinschaft sich auf keinen Deal mit ihnen einlassen wollte. Die überlebenden Frauen und Kinder konnten fliehen und sich verstecken und fahren seitdem eine rigorose Strategie, jeden, der von ihrer Existenz erfährt, nicht entkommen zu lassen. Da Tara nicht bei den Oceans bleiben will, plant die Anführerin Natania, sie umbringen zu lassen. Tara entkommt allerdings mithilfe von Natanias Enkelin, nachdem sie geschworen hat, niemandem von den Oceans zu erzählen. Tara kehrt nach Alexandria zurück und erfährt von den vorgefallenen Geschehnissen. Nachdem es Rick nicht gelungen ist, genügend Waffen für den Krieg gegen Negan aufzutreiben, ist Tara gezwungen, ihren Schwur zu brechen. Es gelingt ihnen, die Oceans ohne Verluste einzunehmen und von ihnen alle Waffen zu bekommen. Natania lehnt jedoch jede darüber hinausgehende Beteiligung ihrer Gruppe ab.
Carl gelingt es, in Negans Basis einzudringen und zwei der Saviors zu töten, indem er sich in einem der LKWs versteckt, mit dem die Saviors ihren Tribut aus Hilltop abgeholt haben. Er wird in der Folge von Negan durch den Komplex geführt und mit den Strukturen und dem Lebenswandel der Saviors bekannt gemacht. Allerdings demütigt Negan den Jugendlichen, indem er ihn zwingt, seinen Augenverband abzunehmen und für ihn als Entschuldigung zu singen. Negan bringt Carl wieder nach Alexandria und lässt sich von ihm die Vorteile der Gemeinde zeigen. Dabei versucht Deannas Sohn Spencer, der Ricks Anführerschaft überdrüssig geworden ist, sich mit Negan gutzustellen, mit dem Ziel Rick loszuwerden. Negan verliert den Respekt vor Spencer, als er dies bemerkt, und schlitzt ihm vor aller Augen den Bauch auf, woraufhin dieser verstirbt. Zudem lässt Negan Olivia erschießen, als die wegen Abrahams Tod und Ricks scheinbaren Unterwürfigkeit verbitterte Rosita einen Versuch unternimmt, Negan zu erschießen. Zur Strafe nimmt er Eugene mit zu seiner Basis, da er über das Wissen über die Herstellung von Munition verfügt. Im Folgenden lernt Eugene schnell die Vorzüge eines Lebens unter Negans Fittichen kennen und entwickelt immer mehr Sympathien für die Gemeinschaft. Als zwei von Negans Ehefrauen, die offenbar unter falschen Behauptungen planen, Negan zu töten, ihn um seine Mithilfe bitten, lehnt er seine Mitwirkung kurz vor der Erfüllung ab. Die zwei tödlichen Pillen, die er aus Medikamenten und Haushaltsmitteln hergestellt hat, behält er bei sich.
Nachdem Sherry Daryl aus seiner Zelle befreit hat, hilft der ebenfalls in Negans Basis eingedrungene Jesus ihm bei der Flucht. Beide kehren zurück nach Hilltop, wo Daryl sich für einige Zeit vor den Saviors versteckt und Sasha von Jesus, wie vorher aufgetragen, Informationen zu Negans Standort einfordert. Sie plant zunächst, einen Anschlagsversuch auf Negan im Alleingang zu unternehmen, erhält jedoch unverhoffte Unterstützung von Rosita, die ihr hierzu ein Scharfschützengewehr mit passender Munition überlässt. Nachdem Sasha tagsüber aus der Ferne kein freies Schussfeld auf Negan bekommt, planen die beiden, die Basis nachts zu überfallen. Als sie Eugene befreien wollen, lehnt er ihre Hilfe ab. Sasha sperrt Rosita am Zaun um Negans Basis aus und bittet sie, zu ihren Freunden zurückzukehren. Wenig später zeigt sich, dass Sashas Mission erfolglos war und sie gefangen genommen wurde. Sie wird in einer dunklen Kammer eingesperrt und bekommt von Negan das Angebot, sich ihm anzuschließen, welches sie letztendlich ablehnt. Da Negan von Ricks Plan, sich gegen ihn aufzulehnen, erfahren hat, will er mit seinen Männern in Alexandria anrücken, um diesem erneut eine Lektion zu erteilen, wobei er Sasha als Druckmittel missbrauchen will. Diese lässt sich zuvor von Eugene eine der tödlichen Pillen geben, welche sie (in einem verschlossenen Sarg transportiert) auf der Fahrt nach Alexandria schluckt und infolgedessen verstirbt.
Durch Jesus erfährt Rick von der Existenz des Königreichs, wo er gemeinsam mit seinen Freunden um Audienz bei Ezekiel bittet und Morgan wiedertrifft. Nachdem Ezekiel sich Ricks Schilderungen und Pläne angehört hat, lehnt er seine Beteiligung ab. Er bietet Daryl dennoch an, sich im Königreich dauerhaft zu verstecken und Rick besteht darauf. Daryl findet in der Folge Carol. Bei seinem Besuch fragt Carol ihn, ob Zuhause alles in Ordnung sei. Daryl bejaht dies, um sie nicht zu beunruhigen. Von Morgan erfährt Carol wenig später die Wahrheit und überzeugt Ezekiel davon, sich Ricks Kampf gegen die Saviors anzuschließen, wozu Ezekiel (wie auch Morgan) nach der Ermordung Benjamins wegen nur einer einzigen fehlenden Melone nun bereit ist.
Rosita erfüllt widerwillig Sashas Bitte und flieht mit überraschender Hilfe von Dwight von Negans Basis. Er begleitet sie zurück nach Alexandria, wo er vorerst in der von Morgan angefertigten Zelle gefangen gehalten wird, bis er mit Rick reden kann. Dwight verkündet, Rick dabei helfen zu wollen, Negan loszuwerden. Er berichtet ihm von Negans Plan, am nächsten Tag anzurücken und verspricht, dessen Ankunft zumindest hinauszuzögern. Zudem will er bei der Befreiung Sashas mithelfen. Rick lässt Dwight daraufhin unversehrt wieder gehen. Am nächsten Tag trifft die Schrottplatzgang in Alexandria ein und nimmt vollbewaffnet Stellung ein, während kurz darauf Negan mit mehreren Fahrzeugen an Alexandrias Mauer ankommt. Als eine von Rosita, Aaron und Daryl gelegte Sprengfalle nicht zündet, geben sich Jadis und ihre Leute als Negans Verbündete zu erkennen und richten ihre Waffen auf Ricks Gruppe. Die während der Anreise Negans verstorbene Sasha greift als Beißer Negan an und verschafft der Gruppe den nötigen Ablenkungsmoment, bei dem Carl das Feuer gegen ihre Widersacher eröffnet. Dennoch gelingt es Jadis und Negan wieder die Kontrolle über die Bewohner Alexandrias zu übernehmen. Gerade als Negan mit seinem Baseballschläger gegen Carls Kopf ausholt, treffen einige Kämpfer des Königreichs unter Ezekiels Führung sowie des Hilltops unter Maggies Führung in Alexandria ein und eröffnen das Feuer. Negan und die Schrottplatzgang können gemeinsam zum Rückzug gezwungen werden.
Sasha wird, als Beißer im Wald streunend, von Maggie und Jesus gefunden, von ihrem Dasein erlöst und innerhalb Alexandrias bestattet.
In den letzten Szenen des Staffelfinales stimmen die Anführer Rick, Maggie, Ezekiel – und Negan – ihre Leute auf einen bevorstehenden Krieg ein.

## Episoden
| Nr. (ges.) | Nr. (St.) | Deutscher Titel                   | Originaltitel                          | Erstausstrahlung USA | Deutschsprachige Erstausstrahlung (D) | Regie                 | Drehbuch                                       | Zuschauer (USA) | Quoten (DE, FOX) |
| --- | --------- | --------------------------------- | -------------------------------------- | -------------------- | ------------------------------------- | --------------------- | ---------------------------------------------- | --------------- | ---------------- |
| 84 | 1         | Der Tag wird kommen               | The Day Will Come When You Won’t Be    | 23. Okt. 2016        | 24. Okt. 2016                         | Greg Nicotero         | Scott M. Gimple                                | 17,03 Mio.      | 0,36 Mio.        |
| Die Handlung beginnt am Ende der letzten Staffel, in der Negan die Gruppe um Rick, Carl, Glenn, Maggie, Daryl, Rosita, Abraham, Eugene, Sasha, Michonne und Aaron im Wald gefangen genommen hat. Er schleift Rick in ein Wohnmobil und fährt mit diesem davon. Negan will ihn unterwerfen und zwingt ihn, eine Axt zu holen, die er kurz zuvor aus dem Wohnmobil in ein Rudel Untoter geworfen hat. Rick kämpft sich durch die Beißer und klettert auf das Wohnmobil. Dort wird in kurzen Rückblicken klar, dass Negan zunächst Abraham mit seinem Baseballschläger „Lucille“ erschlägt. Als Negan Rosita zwingen möchte, sich den toten Abraham anzusehen, springt Daryl auf und schlägt ihm ins Gesicht. Daraufhin tötet er Glenn auf die gleiche Weise. Rick sieht (ebenfalls in kurzen Sequenzen) auch die Gefahr, dass weitere seiner Begleiter Negans Brutalität zum Opfer fallen. Als Rick und Negan von dem „Ausflug“ zurückkommen, merkt Negan, dass Rick sich noch immer nicht gebeugt hat. Er lässt nun auf alle aus der Alexandria-Gruppe, die weiter im Halbkreis knien, eine Waffe richten und befiehlt Rick, die Hand seines Sohnes Carl abzuhacken, andernfalls würde er die gesamte Gruppe töten. Zunächst zögernd und Negan anflehend, überwindet sich Rick und holt zum Schlag aus, als er in letzter Sekunde von Negan unterbrochen wird. Dieser erklärt der Gruppe, dass er von ihnen nun regelmäßig Tribut einfordert. Anschließend lässt er Daryl in einen Transporter werfen und droht Rick, den Freund zu töten, sollte man sich seinem Anspruch verweigern. Als Negan und seine Leute abgezogen sind, bricht die schwangere Maggie zusammen und will – notfalls alleine – Rache nehmen. Die Gruppe lehnt dies ab, da sie in der Unterzahl sind und Negan außerdem eine Geisel genommen hat. Maggie kann überzeugt werden, mit den anderen nach Hilltop zu fahren. Die Folge endet mit der Visualisierung einer zynischen Äußerung Negans: In einer Traumsequenz sieht man die gesamte Gruppe mit den soeben Getöteten glücklich an einem Esstisch sitzen. |           |                                   |                                        |                      |                                       |                       |                                                |                 |                  |
| 85 | 2         | Der Brunnen                       | The Well                               | 30. Okt. 2016        | 31. Okt. 2016                         | Greg Nicotero         | Matthew Negrete                                | 12,46 Mio.      | 0,44 Mio.        |
| Nachdem die von einem Savior angeschossene Carol in letzter Sekunde von Morgan gerettet wurde, bieten bewaffnete Reiter ihre Hilfe an. Carol und Morgan werden von ihnen in das „Königreich“ gebracht, in welchem Ezekiel mit seinem Tiger Shiva in einem alten Theater Audienz hält. Er bietet beiden Nahrung und Unterkunft an, verlangt aber ihre Unterstützung. Carol kann die Vorstellung von Ezekiel nicht ernst nehmen und sieht sowohl ihn als auch das „Königreich“ als Witz. Während Morgan auf ausdrücklichen Wunsch Ezekiels einem jungen Mann seine Kampfkünste beibringt, beschafft Carol sich Kleidung, Verpflegung und ein Messer um die Gemeinde zu verlassen. Sie wird jedoch von Ezekiel überrascht, der sich als ehemaliger Zoowärter zu erkennen gibt. Die Rolle des Königs habe er früher im Theater verkörpert und spielt sie nun, weil die Bewohner ihn dazu gemacht hätten. Carol reagiert abweisend; sie lässt sich jedoch überzeugen in der Nähe in einem Haus unterzukommen, in welchem Ezekiel sie mit Shiva am Ende der Episode aufsucht. Zwischenzeitlich weiht er Morgan in die Vereinbarung zwischen den Saviors und dem „Königreich“ ein, die den meisten Bewohnern unbekannt ist. Ezekiel fürchtet, dass sie einen Krieg gegen die Saviors fordern würden, in dem sie unterlegen wären. Darum verpflichtet sich Ezekiel zu einem Tribut. Er versorgt die Saviors wöchentlich mit Nahrung. Dazu werden Schweine mit Beißern gemästet, damit sie möglichst viel verfaultes Fleisch in ihren Mägen haben. Als es bei der Übergabe der Nahrung trotzdem zu einer Handgreiflichkeit zwischen Richard, einem Soldaten des „Königreichs“, und einem Savior kommt, unterbindet Ezekiel diese. Er fürchtet die Rache der unberechenbaren Saviors. |           |                                   |                                        |                      |                                       |                       |                                                |                 |                  |
| 86 | 3         | Die Zelle                         | The Cell                               | 6. Nov. 2016         | 7. Nov. 2016                          | Alrick Riley          | Angela Kang                                    | 11,72 Mio.      | —                |
| Daryl befindet sich ohne Kleidung in einer Zelle. Negan und Dwight wollen seinen Widerstand brechen. Während die Speisekammern der „Saviors“ durch ihr brutales Herrschaftssystem gefüllt sind, muss Daryl, der physisch sehr angeschlagen wirkt, Hundefutter essen und wird ständig mit Musik und Schlafentzug gefoltert. Negan, der immer wieder mit seinem Totschläger „Lucille“ hantiert, fordert permanent Lippenbekenntnisse und will auch von Daryl erreichen, dass er sich wie Rick zu Negan bekennt: Entweder Kämpfer an Negans Seite oder Bauer im Sklavenstatus – sonst untoter Beißer in einem Schutzwall des Sanctuary – dem Hauptquartier der „Saviors“. Sherry, die Daryl in der 6. Staffel mit ihrer kranken Schwester (als Dwights Ehefrau) im Wald begegnet ist, warnt ihn (sie ist mittlerweile die Konkubine Negans) ausdrücklich vor einem Fluchtversuch, den Daryl dennoch versucht und scheitert. Als Dwight einen abtrünnigen „Savior“ Bauern einfängt, will dieser lieber sterben, als weiter ein Leben in Angst zu führen. Dwight tötet ihn (einen ehemaligen Freund) tatsächlich – wenig später sieht man ihn als Untoten im „Schutzwall“. Ein weiteres Mal verweigert sich Daryl gegenüber Negan – er wird provoziert, gedemütigt und schließlich wieder in die Zelle gesperrt. |           |                                   |                                        |                      |                                       |                       |                                                |                 |                  |
| 87 | 4         | Fron                              | Service                                | 13. Nov. 2016        | 14. Nov. 2016                         | David Boyd            | Corey Reed                                     | 11,40 Mio.      | —                |
| Negan kommt nach Alexandria um seinen ersten Teil zu holen. Hierbei nehmen sie Medizin, Matratzen und Waffen mit, sowie andere Annehmlichkeiten. Während der Aufnahme bemerken sie, dass 2 Pistolen fehlen. Das Leben von Olivia steht auf dem Spiel, die für die Bestände verantwortlich ist. Rick schwört seine Gemeinde darauf ein, dass nun Negan das Sagen hat und sie ihm folgen müssen. Sie finden die Waffen bei Spencer und können damit ein Blutvergießen abwenden. Negan erkundigt sich nach Maggie. Ihm wird ein Grab gezeigt und gesagt, dass sie es nicht geschafft hat. Rosita und Spencer werden auf eine Mission geschickt Daryls Motorrad zu holen. Sie sammeln es ein. Rosita kämpft mit einigen Untoten, um eine Pistole zu erlangen, die allerdings nicht geladen ist. Als sie zurückkommen, wird ihnen das Motorrad von Dwight abgenommen. Michonne findet am Straßenrand die Matratzen angebrannt wieder. Rosita bittet Eugene ihr Munition herzustellen, damit sie Negan erschießen kann. |           |                                   |                                        |                      |                                       |                       |                                                |                 |                  |
| 88 | 5         | Draufgänger                       | Go Getters                             | 20. Nov. 2016        | 21. Nov. 2016                         | Darnell Martin        | Channing Powell                                | 11,00 Mio.      | —                |
| Rick und Aaron machen sich auf zu einer Plünderungsmission. Carl sieht, wie Enid über den Zaun steigt. Er erklärt ihr, dass er nicht mehr auf sie aufpassen kann und lässt sie gehen. Wenig später treffen sie sich, als er einen Streuner mit dem Auto überfährt. Beide laufen gemeinsam in Richtung Hilltop, unterwegs finden sie Rollschuhe und kommen so schneller voran. In Hilltop erwacht Maggie. Dr. Carson erklärt ihr, dass die Schmerzen, die sie gespürt hat von einer Teilablösung der Plazenta herrühren. Es ist nicht sonderlich tragisch, aber sie sollte sich schonen und in Hilltop bleiben. Sie besucht wenig später zusammen mit Sasha die Gräber ihrer Freunde. Dort legt sie die Uhr ihres Mannes auf sein Grab. Gregory kommt hinzu und erklärt, dass sie verschwinden müssen, will ihnen jedoch die Nacht gewähren. In der Nacht müssen sie sich gegen Streuner wehren, die von einem Auto mit lauter Musik angelockt werden. Maggie erteilt Befehle und fährt mit einem Traktor über die Musikquelle. Sie bekommen die Situation schnell in den Griff. Am nächsten Morgen verhandeln sie weiter über den Verbleib der Frauen in Hilltop, als plötzlich die Saviors auftauchen. Simon erklärt sich zum neuen Negan für Gregory. Außerdem erzählt er davon, dass die alte Gruppe, von der sie verwaltet wurden, ermordet wurde, die Täter nun jedoch für Negan arbeiten. Gregory will die beiden Frauen verraten, die sich in einem Schrank verstecken, jedoch hat Jesus sie woanders untergebracht, sodass er lediglich Scotch dem neuen Negan anbieten kann. Dieser verlangt, dass Gregory vor ihm auf die Knie geht und verlässt Hilltop mit der Hälfte von allem, was sie haben. Gregory ist wütend, dass die Frauen nicht dort waren, wo er sie vermutet hat. Jesus entmachtet ihn schließlich und erklärt, dass er nicht mehr das Sagen hat, jedoch die Position vorerst behalten darf. Maggie schlägt Gregory dafür, dass er die Taschenuhr vom Grab genommen hat. Danach verlangt sie, dass er sich ihren Namen merkt. Draußen findet sie Enid am Grab der Männer. Sie nimmt sie zum Essen mit ins Haus und vererbt ihr dort die Uhr von Glenn. Sasha bittet Jesus, dass er herausfindet, wo Negan lebt. Dieser steigt auf einen der Trucks, in dem sich auch Carl befindet. |           |                                   |                                        |                      |                                       |                       |                                                |                 |                  |
| 89 | 6         | Der Schwur                        | Swear                                  | 27. Nov. 2016        | 28. Nov. 2016                         | Michael E. Satrazemis | David Leslie Johnson                           | 10,40 Mio.      | —                |
| Heath und Tara sind auf ihrer zweiwöchigen Besorgungstour in die Nähe der Küste gelangt und bislang wenig erfolgreich. Sie kommen an eine strategisch versperrte Brücke mit Fahrzeugen. Die beiden durchschauen zu spät, dass dort eine Exekution stattgefunden hat und befreien ungewollt die unter einer großen Ladung Baustoff Zugeschütteten und Mutierten. Im Kampf stürzt Tara in den Fluss und wird an einen Küstenstrand gespült. Die junge Cyndie verhindert, dass das Mädchen Rachel die Bewusstlose speert und legt Wasser und Fisch neben sie. Als Tara erwacht, folgt sie Cyndie in ein Dorf voller Frauen, wird dort entdeckt, gejagt und gestellt. Sie wird von der Anführerin, Cyndies Großmutter, und zwei Kämpferinnen, Beatrice und Kathy, verhört und erfährt, dass Fremde üblicherweise bei Annäherung getötet werden. Tara erhält das Angebot, in der Frauengemeinschaft zu bleiben, um das Geheimnis des Aufenthaltsorts zu wahren, und schlägt ihrerseits die Kontaktaufnahme der Frauen mit den Alexandrinern vor. Die Anführerin geht scheinbar auf das Angebot ein, die beiden Kämpferinnen begleiten sie; aber tatsächlich soll Tara ermordet werden, was sie rechtzeitig bemerkt und unterwegs flieht. Als sie nochmals Beatrice gegenübersteht, erfährt sie, dass Negan alle Männer und männlichen Teenager der Gemeinschaft getötet hat, die Frauen für Negan arbeiten sollten, aber geflohen sind. Cyndie hat die drei verfolgt und verhindert, dass Beatrice Tara erschießt. Cyndie lässt Tara schwören, niemals jemanden etwas von der Existenz der Frauengemeinschaft zu erzählen und niemals zurückzukommen, dann gibt sie ihr auf der Brücke Feuerschutz beim Weg durch die Beißer, ehe sie von Beatrice und Kathy wieder zurückgebracht wird. Zu Fuß nach Alexandria zurückgekehrt, gibt Tara Rosita gegenüber an, weder Waffen noch Munition gefunden zu haben. |           |                                   |                                        |                      |                                       |                       |                                                |                 |                  |
| 90 | 7         | Sing mir ein Lied                 | Sing Me a Song                         | 4. Dez. 2016         | 5. Dez. 2016                          | Rosemary Rodriguez    | Angela Kang & Corey Reed                       | 10,48 Mio.      | —                |
| Vom offenen Truck aus schüttet Jesus Flüssigkeiten aus Flaschen der Tribute auf die Straße, um eine Spur zu legen. Als das Fahrzeug sich dem Sanctuary nähert, springt er im toten Winkel zu den Fahrern ab und glaubt, Carl tue es ihm nach. Doch der fährt ins Sanctuary mit, erschießt den ausladen wollenden Savior und legt die MP von der Ladefläche aus auf Negan an. Doch der stellt sich hinter einen seiner Männer, Carl kann nur diesen erschießen und wird dann von Dwight überwältigt. Negan ist von Carl beeindruckt und zeigt ihm seine „Ehefrauen“, die sich in einem Wohnsalon aufhalten. Später mit ihm alleine in seinem luxuriösen Zimmer, befiehlt er ihm, seine Augenbinde abzunehmen und ein Lied zu singen und übt dabei mit Lucille. Dann führt er Carl zu einer Bestrafungszeremonie, weil Mark, der ursprüngliche Freund von Negans „Ehefrau“ Amber, sich mit ihr ungenehmigt getroffen hat. Vor den versammelten Leuten presst Negan Mark für den Regelverstoß ein erhitztes Bügeleisen auf die linke Gesichtshälfte. Es wird damit auch klar, dass Dwights linke Gesichtshälfte auf die gleiche Weise entstellt wurde. Spencer ist mit Gabriel unterwegs und spricht, er habe einen Hass auf Rick, er sei kein guter Anführer im Vergleich zu seiner Mutter. Gabriel entgegnet, Rick habe die Leute nicht nur am Leben gehalten, sondern auch zusammengebracht. Spencer wiederum stellt fest: Rick kam her, seine Mutter und sein Bruder starben. Es gäbe keine Zukunft mit ihm als Anführer; es wäre gut, wenn Rick es von seiner Tour nicht zurück schaffe. Gabriel lässt daraufhin Spencer anhalten und steigt aus, sagt ihm, dass es nicht gut war, was er eben aussprach. Rosita fordert für ihren Vorhaben, Negan als Vergeltung für Abrahams Tod umzubringen, Eugene auf, für sie eine Patrone herzustellen. Äußerst widerstrebend weist er sie darauf hin, dass dies Konsequenzen haben werde, die wahrscheinlich jemand anderes zu tragen habe. Rosita erreicht schließlich ihr Ziel, indem sie ihn „Feigling“ und „schwach“ nennt, er sei am Leben, weil er gelogen habe und anderen Menschen leid tue. Unter Daryls Zellentür schiebt jemand einen Zettel: „Geh' jetzt“ mit einem Motorradschlüssel hindurch. Jesus ist, sich auf der Oberseite eines Trucks festhaltend, erneut zur Basis der Saviors gelangt. Michonne hat mit etlichen getöteten Beißern eine Straße blockiert, so dass eine Saviorfrau mit ihrem Wagen anhalten muss und aussteigt. Das Katana und später deren Pistole an ihren Kopf haltend, zwingt Michonne sie, sie zu Negan zu bringen. Rick und Aaron stoßen auf ein bislang ungeplündertes Hausboot inmitten eines kleinen Sees, in dem viele Beißer stehen, deren Köpfe aus dem Wasser ragen. Negan ist mit Carl und Saviors nach Alexandria aufgebrochen und lässt sich von ihm durch sein Zuhause führen, wo sich auch Olivia und Judith befinden. Negan will auf Ricks Rückkehr warten |           |                                   |                                        |                      |                                       |                       |                                                |                 |                  |
| 91 | 8         | Unsere Herzen schlagen noch       | Hearts Still Beating                   | 11. Dez. 2016        | 12. Dez. 2016                         | Michael E. Satrazemis | Matthew Negrete & Channing Powell              | 10,58 Mio.      | —                |
| Maggie entwickelt in Hilltop schwangerschaftsbedingt großen Appetit. Sasha erzählt Enid von einem Attentatsplan. Daryl flieht aus seiner Zelle und erschlägt vor dem Gebäude mit einer Eisenstange einen Savior, der mit erhobenen Händen um sein Leben bittet. Daryl nimmt dessen von Rick stammenden Colt und Jesus, der sich vor dem Gebäude versteckt hielt, dessen Funkgerät. Aaron und Rick rudern mit zwei Brettern auf einem löchrigen Kahn trotz Beißerattacken zum Hausboot und bringen es ans Ufer. Sie laden die vorgefundenen Vorräte und munitionslosen Waffen in ihren Truck. Man sieht die Schuhe einer Person, die sie beobachtet. Morgan stellt Carol Lebensmittel vor die Türe, ebenso Richard; es entsteht ein Gespräch, bei dem Richard Angriffsgedanken auf die Saviors vorstellt, aber Morgan ist nicht dazu bereit, Carol schon gar nicht. Auf der Fahrt zu Negans Stützpunkt bedroht Michonne ihre Geisel mit deren Pistole, doch die antwortet nicht auf ihre Fragen. Von einem Hügel aus sieht Michonne das Sanctuary und die Überzahl der Saviors, tötet ihre Geisel und fährt zurück. Rosita erzählt Gabriel von ihrem Attentatsplan, der ihr abrät: die Gemeinschaft müsse auf den richtigen Moment warten. Negan und Carl kochen in Anwesenheit von Olivia und Judith Spaghetti mit Tomatensauce. Das Warten auf Rick dauert Negan zu lange, er lässt mit dem Essen anfangen. Spencers Beute haben die Saviors eingeladen; er fragt Rosita vor ihrem Haus, warum sie ihr Verhältnis beendet hat. Sie entgegnet: sie habe ihn benutzt, es tue ihr leid und nimmt seine Einladung zu einem Essen an. Dann geht Spencer weiter zu Ricks Hause und ersucht die Wache stehende Saviorfrau Arat um ein Gespräch mit Negan. Negan trinkt mit Spencer auf der Terrasse das mitgebrachte Gastgeschenk; als Negan Gedanken an Billard hat, macht ihn Spencer auf einen am Ort vorhandenen Tisch aufmerksam. Während eines Spiels mit Negan vor den beobachtenden Bewohnern Alexandrias desavouiert Spencer Rick als Anführer; Negan konstatiert, dass Rick nun draußen Waren für ihn suche, seinen Hass runtergeschluckt habe, Spencer aber keinen Schneid besitze, die Anführerschaft selbst von Rick zu übernehmen, sondern von ihm übertragen bekommen wolle. Er schlitzt ihm den Bauch auf, Spencer hält sterbend seine herausquellenden Gedärme. Die Alexandriner sind entsetzt, noch mehr, als Rosita ihre Patrone auf Negan abfeuert, die in „Lucille“ steckenbleibt. Negan ist außer sich. Er erkennt an Spuren an der Hülse, dass sie selbstgemacht ist und fragt nach dem Verantwortlichen. Rosita behauptet, dass sie es war, was ihr einen Schnitt ins Gesicht durch Arat einbringt. Dann befiehlt Negan Arat „Töte irgendjemand!“, sie erschießt Olivia. Rick, dessen Hausbootgüter die Saviors eingeladen haben, kommt hinzu und erinnert Negan an die Vereinbarung. Negan erzählt Rick, dass Carl zwei seiner Leute umgebracht, er ihm jedoch Spaghetti gekocht hat, sowie um Spencer und vom Attentat. Als Arat ein weiteres Opfer sucht, gibt sich Eugene als Patronenmacher zu erkennen und muss die abziehenden Saviors begleiten. Rick erlöst den mutierten Spencer. Rick stimmt nun Michonne zu, dass sie kämpfen müssen. Mit Rosita, Tara und Carl gehen sie nach Hilltop, wo sie Maggie, Sasha, Enid und Daryl wiedersehen. Daryl händigt Rick seinen Revolver aus. |           |                                   |                                        |                      |                                       |                       |                                                |                 |                  |
| 92 | 9         | Der Stein in der Straße           | Rock in the Road                       | 12. Feb. 2017        | 13. Feb. 2017                         | Greg Nicotero         | Angela Kang                                    | 12,00 Mio.      | 0,36 Mio.        |
| Gabriel, der in Alexandria Wache hat, lädt hastig Vorräte und Waffen in ein Auto und fährt davon. Eine Gestalt mit Kapuze taucht auf dem Rücksitz auf. Gregory ist nicht gewillt, einen Kampf gegen die Saviors zu unterstützen und komplimentiert Ricks Gruppe nach draußen. Aber einige Bewohner Hilltops erklären ihre Bereitschaft dazu. Jesus zeigt das erbeutete Funkgerät der Saviors zum Mithören derer Aktionen vor und fährt mit Rick, Daryl, Michonne, Sasha, Tara, Carl und Rosita an die Grenze des Königreichs von Ezekiel, wo sie den Posten, Richard und Alvaro, um Audienz beim König ersuchen. Die Gruppe trifft auf Morgan und dieser erzählt, dass Carol hier war, medizinisch versorgt wurde und wieder ging. In der Audienz bitten die Bewohner Alexandrias um Beistand am geplanten Aufstand, wofür auch Richard plädiert, während der von Ezekiel um seine Meinung gefragte Morgan äußert, dass ein Kampf viele Opfer fordern würde. Nachts spricht Ezekiel mit seinem älteren, jugendlichen Sohn Benjamin, der eine Beteiligung nahelegt. Am nächsten Tag sagt Ezekiel, dass er den, wenn auch unsicheren, Frieden mit den Saviors bewahren müsse und bietet lediglich Asyl für Daryl. Rick überzeugt Daryl, dass dies die beste Lösung für ihn sei. Auf der Rückfahrt nach Alexandria stößt Ricks Gruppe auf eine Straßensperre aus Autos und einem mit Dynamit und Panzerfäusten präparierten Stahlkabel, mit dem die Saviors ihre in der Nähe befindliche Basis gegen eine große Beißerherde sichert. Nach der Entschärfung der Falle durch Rosita bringt die Gruppe den Sprengstoff und die Waffen an sich, gerade noch rechtzeitig, bevor die Beißerherde eintrifft. Mit nur noch zwei Sprengladungen lassen die Alexandriner die Sprengfalle zur Verschleierung explodieren. Jesus und Sasha begeben sich zu Fuß nach Hilltop zurück. Kaum erreichen Rick und seine Leute Alexandria, taucht, wie am Funkgerät mitangehört, Simon mit etlichen Saviors auf und durchsucht alles aggressiv nach Daryl. Nach Simons Abfahrt wird über Gabriels Verschwinden gesprochen. Rick findet in die Kladde des Vorratsraums „Boot“ geschrieben, obwohl das Hausboot Gabriel nicht bekannt war. Rick folgt vom See aus den Fußspuren des heimlichen Beobachters zu einem Fabrikgelände. Dort werden er, Aaron, Michonne, Tara und Rosita von einer aus knapp hundert, vornehmlich jüngeren Männern und Frauen bestehenden, unbekannten Gemeinschaft gefangen genommen, was Rick breit grinsen lässt. |           |                                   |                                        |                      |                                       |                       |                                                |                 |                  |
| 93 | 10        | Neue beste Freunde                | New Best Friends                       | 19. Feb. 2017        | 20. Feb. 2017                         | Jeffrey January       | Channing Powell                                | 11,08 Mio.      | —                |
| Bei einer Tributübergabe kommt es im Königreich zu einem Streit zwischen Richard und einem Savior, der darauf besteht, Richard die Pistole abzunehmen. Ezekiel stimmt dem zu, um den Frieden zu wahren. Richard führt Daryl zu einem Hinterhalt an einer Straße, die die Saviors regelmäßig passieren und erzählt ihm von seinem Plan, mit Daryl einen Trupp Saviors zu überfallen und zu töten. Eine von ihm gelegte Spur führe dann zu einer abseits in einem Haus im Wald lebenden Frau, die mit Ezekiel befreundet sei. Nachdem die Saviors sie getötet hätten, würde Ezekiel endlich kämpfen. Als Daryls Ahnung bestätigt wird, dass diese Frau Carol ist, lehnt er ab und hält Richard mit Gewalt davon ab, das Feuer auf zwei vorbeikommende Wagen der Saviors zu eröffnen. Die fünf gefangengenommenen Bewohner Alexandrias werden zu einem zu einer Festung umgebauten Schrottplatz geführt, wo sie den gefangenen Gabriel wiedersehen. Rick möchte die neue Gemeinschaft für den Kampf gegen die Saviors gewinnen, wird aber von deren Anführerin Jadis eine Schrotthalde hinuntergestoßen, an deren Fuß er, rundum umgeben von Abfallbergen, gegen einen mit Metallhelm und vielen Metallspießen drapierten Beißer kämpfen muss. Rick verletzt sich an der Hand und am Bein, lässt dann eine Abfallwand auf den Angreifer stürzen und kann ihm mit einer Klinge den Kopf abtrennen. Nachdem er sich bewiesen hat, wünscht Jadis, viele Waffen geliefert zu bekommen, dann würde sie mit ihm gegen die Saviors kämpfen. Dazu fordert sie ein Drittel der Beute nach Verhandlungen mit Rick, der die Hälfte der Vorräte vom Boot zurückerhält. Auch sagt sie, dass sie lange am Boot gewartet habe, bis jemand die Vorräte für sie holt. Gabriel erzählt Rick, dass er im Vorratslager von Jadis angegriffen wurde. Carol bekommt Besuch von Daryl und umarmt ihn unter Tränen. Sie erzählt ihm, dass sie nicht mehr töten konnte; nur wenn einem der Alexandriner etwas getan worden wäre, hätte sie es gekonnt. Sie fragt, ob die Saviors nach Alexandria gekommen sind und ob zuhause alle wohlauf sind. Daryl antwortet, dass es einen Deal mit den Saviors gab und lügt, indem er sagt, dass es allen anderen gut ginge. Später sagt Daryl Morgan, dass er Carol gefunden und Verständnis hat, dass er auf ihren Wunsch ihren Aufenthaltsort verschwiegen hat. Morgan solle es möglich machen, dass sich das Königreich dem Kampf anschließt. Am nächsten Tag bricht Daryl nach Hilltop auf. |           |                                   |                                        |                      |                                       |                       |                                                |                 |                  |
| 94 | 11        | Wir sind Negan                    | Hostiles and Calamities                | 26. Feb. 2017        | 27. Feb. 2017                         | Kari Skogland         | David Leslie Johnson                           | 10,42 Mio.      | —                |
| Dwight entdeckt, dass Daryl entflohen ist. Negan stellt fest, dass ebenso Sherry verschwunden ist und wirft Dwight eine Nacht in die Zelle, ehe er ihn Sherry suchen lässt. Dwight und Sherry haben ihr altes Zuhause als Treffpunkt vereinbart, sollten sie getrennt werden. Dort findet Dwight einen Brief von ihr. Sie schreibt, sie wünschte, sie könnte auf ihn warten, aber wisse nicht, ob er mit ihr gehen, sie zurückbringen oder töten würde. Er lebe ihretwegen in einer Welt, die er nie wollte und sei – durch ihre Schuld – all das geworden, was er nie sein wollte. Sie habe alles nur getan, weil sie nicht wollte, dass er stirbt. Sie habe Daryl gehen lassen, weil er ihn an den alten Dwight erinnert habe. Sie glaube nicht, dass sie draußen durchkomme, aber dort zu sein (im Sanctuary) sei schlimmer als der Tod. Sie hoffe, Dwight erkenne dies und könne abhauen. Sie habe den Mann geliebt, der er war und es tue ihr leid, was sie aus ihm gemacht habe. Aufgewühlt lässt Dwight Lebensmittel im Treffpunkt zurück. Im Sanctuary behauptet er, Sherry getötet zu haben. Eugene hat Weinkrämpfe vor dem, was im Sanctuary auf ihn zukommen könnte. Die Saviorfrau Laura weist in jedoch in seine komfortablen und privilegierten Lebensverhältnisse ein. Seine Angst vor Negan schwindet, da dieser ihn zuvorkommend behandelt, zum Chefingenieur ernennt und einen Abend als Gesellschafter von drei seiner Frauen verbringen lässt. Zwei von ihnen bitten ihn danach um eine Gifttablette für die dritte, die unglückliche Amber. Als Teil von Negans Führungsteam bringt er in der Markthalle der Saviors Medikamente an sich, aus denen er tödliche Pillen herstellt. Doch weil er durchschaut, dass die Frauen damit Negan töten wollen, gibt er ihnen das Gift nicht. Dwight denunziert Dr. Emmett Carson mittels von Sherry aufgeschriebener Worte, die er in seinen Schreibtisch legt, im Komplott mit Sherry Daryl freigelassen zu haben. Aus Angst vor einer Gesichtsverbrennung gesteht der unbeteiligte Arzt dies während einer öffentlichen Versammlung zu seiner Bestrafung, wird aber zum Entsetzen etlicher Bewohner des Sanctuary von Negan in den Backofen gestoßen und verbrennt. |           |                                   |                                        |                      |                                       |                       |                                                |                 |                  |
| 95 | 12        | Sag Ja                            | Say Yes                                | 5. März 2017         | 6. März 2017                          | Greg Nicotero         | Matthew Negrete                                | 10,16 Mio.      | —                |
| Rick und Michonne sind auf Waffensuche, um den Deal mit Jadis zu erfüllen. Abseits einer Straße stoßen sie auf ein umzäuntes Jahrmarktgelände, auf dem sich unter etlichen Beißern viele waffentragende Soldaten befinden. Sie töten die Beißer und bringen sich in den Besitz der Waffen; daneben finden sie eine größere Menge Vorräte. Jadis jedoch genügt die Menge der Gewehre nicht. Tara ist nun bereit, ihren Schwur zu brechen und Rick von der Frauengruppe an der Küste zu erzählen (Episode 6). Rosita ist erfolglos auf Waffensuche und spricht mit Gabriel über den Attentatsversuch auf Negan. Später begibt sie sich mit einem der von Rick und Michonne gesammelten Gewehre, das ein Zielfernrohr aufweist, nach Hilltop. Dort spricht sie mit Sasha darüber, gemeinsam das Sanctuary aufzusuchen und Negan zu töten. |           |                                   |                                        |                      |                                       |                       |                                                |                 |                  |
| 96 | 13        | Begrabt mich hier                 | Bury Me Here                           | 12. März 2017        | 13. März 2017                         | Alrick Riley          | Scott M. Gimple                                | 10,68 Mio.      | —                |
| Carol verlässt ihre Einsamkeit und begibt sich in den umzäunten Bereich zu Morgan. Das Königreich bereitet kurz danach eine Tributübergabe vor. Vor dem vereinbarten Treffpunkt gibt es eine Straßensperre: einen Wegweiser aus Einkaufswägen, der zu einem zuvor von Richard ausgehobenen Grab mit dem Schild: „Begrabt mich hier“ führt. Bei der Übergabe fehlt eine der 12 vereinbarten Melonen. Als Sanktion wird dem jungen Benjamin ins Bein geschossen. Er stirbt später am Blutverlust. Richard ist konsterniert. Morgan findet an der Sperre die fehlende Melone unter einer Kiste versteckt – Richard wollte sich selbst opfern, um einen Aufstand zu provozieren und hält sein Handeln für gerechtfertigt, wie er Morgan erzählt. Am nächsten Tag muss die fehlende Melone nachgeliefert werden. Richard übergibt sie den Saviors und wird danach unvermittelt von Morgan attackiert und erwürgt. Morgan klärt danach alle auf. Nachdem er Richard begraben hat, begibt sich Morgan zu Carol und berichtet ihr von seinem Mord und denen von Negan an den vier Alexandrinern. |           |                                   |                                        |                      |                                       |                       |                                                |                 |                  |
| 97 | 14        | Auf die andere Seite              | The Other Side                         | 19. März 2017        | 20. März 2017                         | Michael E. Satrazemis | Angela Kang                                    | 10,32 Mio.      | —                |
| Die Bewohner von Hilltop werden unter der Leitung von Maggie im Kampf unterrichtet. Jesus kann Sasha nicht von ihrem Plan abhalten, zusammen mit Rosita zum Sanctuary zu gehen, um Negan zu töten, sagt zu ihr, sie solle darüber mit Maggie sprechen. Saviors unter Simon tauchen unerwartet in Hilltop auf, Sasha und Rosita verlassen Hilltop durch einen neu angelegten geheimen Tunnel, Daryl und Maggie (die für die Saviors seit Episode 4 als tot gilt) schaffen dies nicht und verstecken sich in einem Keller, in den hineinzuschauen Enid einen Savior vergeblich abzuhalten versucht. Doch die beiden bleiben unentdeckt, Daryl spricht aus, sich an Glenns Tod schuldig zu fühlen, Maggie umarmt ihn. Dr. Harlan Carson wird von Simon aufgefordert, seinen toten Bruder als Arzt im Sanctuary zu ersetzen. Gregory sieht dadurch seine Führungsautorität gefährdet und vereinbart insgeheim mit Simon eine Flucht ins Sanctuary, sollte diese weiter untergraben werden. Sasha und Rosita legen ein Beharken aufgrund ihrer gemeinsamen Nähe zu Abraham bei und beziehen in einem Gebäude neben dem Sanctuary Stellung. Sie erblicken Eugene, der Arbeiter die Beißer am Zaun mit Metall präparieren lässt. Als das Fahrzeug mit Dr. Carson eintrifft, begibt sich Negan nach außen, aber Sasha erhält keine freie Schussbahn. Als nachts Eugene per Megafon durchgibt, die Gebäude außerhalb nach Beißern für den Zaun zu durchsuchen, ändert Rosita kurzentschlossen den Plan, tötet die Eugene begleitende Wache und versucht von der anderen Seite des Zauns, ihn zur Flucht zu bewegen, nichtahnend, dass Eugene Gefallen am Leben im Sanctuary gefunden hat. Eugene warnt die beiden vor auftauchender Verstärkung und zieht sich ins Gebäude zurück. Rosita öffnet hastig den Zaun, Sasha betritt das Gelände, lenkt Rosita ab und verschließt den Zaun vor ihr. Für Rosita sei es noch nicht Zeit zu sterben, meint sie und läuft alleine ins Gebäude. Rosita flieht vor alarmierten Saviors; als sie Atem holt, sieht sie in der Nähe eine Silhouette mit einer Armbrust. |           |                                   |                                        |                      |                                       |                       |                                                |                 |                  |
| 98 | 15        | Was wir brauchen                  | Something They Need                    | 26. März 2017        | 27. März 2017                         | Michael Slovis        | Corey Reed                                     | 10,54 Mio.      | —                |
| Maggie übernimmt immer mehr Verantwortung in Hilltop. Als sie außerhalb der Mauern einen Blaubeerstrauch ausgräbt, schaut Gregory vorbei. Maggie muss sein Leben zweimal gegen einzelne Beißer schützen. Sasha liegt mit den Händen hinter dem Rücken gefesselt in einer Zelle am Boden. Ein Savior will ihr Wasser gegen Sex bringen. Sasha hat kein Interesse. Der hinzukommende Negan macht seinen Untergebenen darauf aufmerksam, dass sein Verhalten gegen die Regeln verstößt und tötet ihn mit einem Stich in den Hals. Negan bietet Sasha an, für ihn zu arbeiten. Eugene bringt ihr einige Sachen in die Zelle und erzählt von seinem Arrangement mit Negan, was Sasha abstößt. Später spricht Eugene durch die Zellentüre mit Sasha, die um eine Waffe bittet, damit Negan sie „nicht gegen die anderen benutzen kann.“ Eugene schiebt ihr für die vermeintliche Selbstmordabsicht eine seiner (in Folge 11) angefertigten Gifttabletten unter der Türe zu. Sasha blickt verzweifelt, sie hatte sich anscheinend etwas Anderes erhofft, um Negan doch noch töten zu können. Dann entspannt sich ihr Gesichtsausdruck. Tara hat von der Frauengruppe an der Küste berichtet. Rick und ein Teil seiner Leute begeben sich dorthin. Tara nimmt Natania in ihrer Hütte gefangen und will sie dazu bewegen, sich dem Aufstand anzuschließen. Natania ist entschieden dagegen; mit der dazukommenden Cyndie kann sie den Spieß umdrehen und Tara als Geisel nehmen. Durch Explosionen mit dem Sprengstoff von der Autobahn hat Ricks Gruppe alle anderen Frauen aufgeschreckt und die Geflüchteten festgenommen. Natania und Cyndie kommen mit Tara dazu; Natania droht Rick mit deren Erschießung, doch mit ihrer Ablehnung der Beteiligung am Kampf steht sie unter den Frauen isoliert da und wird von Cyndie niedergeschlagen, um die Geiselnahme zu beenden. Gemeinsam verteidigen sich die beiden Gruppen gegen eine von den Explosionen angelockte Beißerhorde. Wütend verzichtet Natania auf die von Rick geforderten Waffen, lehnt aber weiter eine Kampfbeteiligung ab. Die Alexandriner nehmen alle Waffen mit. Zuhause öffnet Rosita das Tor, beantwortet Jesus Frage nach Sasha nicht, sondern sagt, jemand ist hier und führt sie zu Dwight. Daryl wird von Rick zurückgehalten, sich auf Dwight zu stürzen, der sagt, er will ihnen helfen. |           |                                   |                                        |                      |                                       |                       |                                                |                 |                  |
| 99 | 16        | Heute beginnt der Rest des Lebens | The First Day of the Rest of Your Life | 2. Apr. 2017         | 3. Apr. 2017                          | Greg Nicotero         | Scott M. Gimple, Angela Kang & Matthew Negrete | 11,31 Mio.      | —                |
| Rick hält Dwight die Pistole an den Kopf und will wissen, warum er ihnen helfen will. Dwight entgegnet, er möchte ein Ende, dass Negan stirbt, was er nicht allein schafft. Daryl stürzt sich mit einem Messer auf ihn, doch verweigert er sich schließlich Taras Aufforderung, ihn wegen des Todes von Denise (Staffel 6, Episode 14) zu töten. Dwight erzählt den Alexandrinern, dass Negan morgen mit drei Trucks und 20 Saviors anrücken wird und er sie etwas aufhalten kann, indem er die Straße mit Bäumen blockiert. Sobald der Trupp ausgeschaltet sei, würde er zum Sanctuary zurückkehren und Rick und seinen Leuten, die mit den Trucks dorthin fahren würden, das Tor öffnen. Nachdem die Basis ausgeschaltet sei, könnten sie sich mit den befreiten Arbeitern die einzelnen Stützpunkte der Saviors vornehmen. Dwight fährt zurück. In Hilltop, wo Gregory verschwunden ist, sprechen Jesus und Enid mit Maggie, die eine Entscheidung über eine Beteiligung an der Aktion gegen Negan fällt. Im Königreich übt Carol mit der Rittertruppe, auch Morgan lässt sich nach Zuspruch von Ezekiel in das Kampfregiment integrieren. Mit Lkws und Fahrrädern treffen die Leute vom Schrottplatz in Alexandria ein. Rosita, Daryl und Aaron bereiten eine Sprengladung in einem Lkw vor den Mauern vor. Negan öffnet Sashas Zellentüre und begrüßt sie mit Essen zum ersten Tag ihres restlichen Lebens. Sie soll ihm helfen bei seinem Vorgehen gegen Rick, dessen Kampfpläne ihm zugetragen wurden. Sasha handelt mit ihm aus, dass nur ein Alexandriner statt drei bei der Bestrafung durch Lucille sterben wird. Negan möchte inszenieren, dass seine Geisel in Alexandria einem Sarg entsteigt, Sasha möchte sich gleich zu Fahrtbeginn, „um sich auszuruhen“, dort hineinbegeben. Sie bekommt Wasser und von Eugene einen Walkman und erlebt während der Fahrt Reminiszenzen mit Abraham und Maggie, ehe sie die tödliche Tablette schluckt, die sie von Eugene erhalten hat (Episode 15). Nach Beseitigung der Baumsperre bittet Eugene, vor dem Tor von Alexandria zu den Bewohnern sprechen zu dürfen und appelliert an sie, aufzugeben. Danach gibt Rick das Signal, das Dynamit zu zünden – ergebnislos (Jadis' Unterführerin hatte zuvor eine Zigarre an der Stelle ausgedrückt, an der das Zündkabel verlief). Alle Leute vom Schrottplatz richten plötzlich ihre Waffen auf die Bewohner von Alexandria – Jadis hat insgeheim einen besseren Deal mit den Saviors gemacht. Negan startet seine Inszenierung, richtet den Sarg auf und fordert von den Bewohnern Alexandrias im Austausch für Sasha alle Waffen, alle Limonaden, ein Opfer für Lucille, das Rick bestimmen soll, Daryl und den Billardtisch. Mit Jadis' Pistole auf ihn gerichtet besteht Rick dennoch, Sasha zu sehen. Negan öffnet den Sarg und die mittlerweile zum Beißer mutierte Sasha stürzt sich auf ihn. Ein Savior kann sie von Negan weggreißen und wird selbst ihr Opfer. In der Verwirrung starten die Alexandriner einen kurzen Schusswechsel, wobei es vor allem unter den Müllleuten Opfer gibt. Jadis schießt Rick an und führt ihn auf eine Grünfläche im Innenbereich neben den vor Negan knienden Carl. Negan kündigt ihm an, dass Carl und dann Ricks Hände Opfer von Lucille werden, wird aber beim Ausholen von Ezekiels Tiger irritiert, der den neben ihm stehenden Savior anfällt. Im letzten Moment sind die Kämpfer aus Hilltop und dem Königreich eingetroffen und die Schrottplatzleute und Negan werden in die Flucht geschlagen. Im Sanctuary meint Eugene auf Negans Frage nach dem Grund für Sashas Tod, dass ihr wohl die den Sarg umhüllende Plane die Luft weggenommen hat. Negan ruft den Krieg aus. In Alexandria wird Sasha erlöst und bestattet. |           |                                   |                                        |                      |                                       |                       |                                                |                 |                  |

## Produktion
Die Serie wurde am 30. Oktober 2015 um eine siebte Staffel verlängert. Die Dreharbeiten zur siebten Staffel starteten am 2. Mai 2016 in Georgia. Um Spoiler des Staffelauftakts zu verhindern, wurde eine Szene, bei der ein Hauptcharakter ermordet wird, elfmal mit verschiedenen Darstellern gedreht.
Als neue Hauptdarsteller wurden Jeffrey Dean Morgan, Xander Berkeley, Tom Payne und Austin Amelio verpflichtet, die in der sechsten Staffel je eine Nebenrolle hatten. Außerdem wurde auch Khary Payton für eine weitere Hauptrolle engagiert.